# Nikon D100
Die D100 ist eine digitale Spiegelreflexkamera des japanischen Herstellers Nikon, die im Juli 2002 in den Markt eingeführt wurde. Der Hersteller richtete sie an Berufs- und Amateurfotografen.

## Technische Merkmale
Die Kamera besitzt einen 6-Megapixel-Bildsensor im DX-Format. Sie verfügt ferner u. a. über einen integrierten aufklappbaren Blitz, eine Abblendtaste, eine Spiegelvorauslösung und einen Drahtauslöseranschluss.
Die Mattscheibe besitzt ein eingeblendetes Gitterliniennetz, Wechselscheiben werden von Fremdherstellern angeboten. Die Belichtungsmessung funktioniert nicht, wenn kein CPU-Nikkor (Ai-P, AF, AF-D, AF-S, AF-G) angesetzt ist.
Ein Zubehörteil ist der Batteriehandgriff MB-D100, der einen Hochformatauslöser und zwei weitere Einstellräder aufweist. Der Handgriff nimmt 2 Akkus vom Typ EN-EL3 oder sechs Mignonzellen auf. Außerdem bietet er eine 10-polige Anschlussbuchse für elektronische Fernauslösung.

## Zubehör
Für die Kameratypen mit DX-Sensor werden von Nikon in der speziellen Objektivreihe DX-Nikkor sowie von anderen Herstellern unterschiedliche Objektive, vom Fisheye bis Telezoom sowie Makro-Objektive angeboten.

## Geschichte
Technisch baut die Kamera auf dem analogen Modell Nikon F80 auf. Sie hat dabei nicht die Anmutung einer Kamera mit besonders widerstandsfähigem Metallgehäuse. Die Kamera war die erste digitale Spiegelreflexkamera des Herstellers, die für einen semiprofessionellen Einsatz gedacht war.